# 471-й корпусной артиллерийский полк (1-го формирования)
471-й корпусной артиллерийский полк, 471-й пушечный артиллерийский полк — воинская часть Вооружённых Сил СССР в Великой Отечественной войне.

## История
Формировался с 7 сентября по 15 октября 1939 года в Великих Луках. Личный состав полка был выделен из 2-го корпусного артиллерийского полка Калининского Особого военного округа, размещавшегося на зимних квартирах в Великих Луках, и находившегося в лагерный период в Идрицком лагере. Был вооружён 152-мм орудиями МЛ-20 с тракторами ЧТЗ-65.
С 29 января 1940 по 1 мая 1940 года находился в составе 7-й армии и принимал участие в Зимней войне. С 1 по 5 мая 1940 года передислоцирован на Северный Кавказ, где вошёл в состав 34-го стрелкового корпуса. 15 июня 1941 года был погружен в эшелоны и передислоцирован в Белую Церковь.
В действующей армии во время ВОВ со 2 июля 1941 по 8 января 1942 года.
1 и 2 июля 1941 года полк погрузился в эшелоны на станции Фастов и в первых числах июля 1941 года прибыл в город Рудня, где и вступил в первые бои. Перед 34-м корпусом стояла задача оборонять полосу Витебск, Заречье, Бабиновичи, Вороны, Добромысль.
В первые дни второй декады июля 1941 года полк был подчинён командованию 7-го механизированного корпуса и действовал в его составе во время Смоленского сражения.
Так, вечером 25 августа 1941 года наносит мощный удар по скоплению противника (до двух пехотных полков, пяти танковых батальонов и пяти-шести артиллерийских дивизионов) в лесу севернее и северо-восточнее деревни Сапрыкино (5 километров северо-западнее станции Ярцево). Намеченное на утро следующего дня наступление войск противника было сорвано.
В 15 часов 16 ноября 1941 года полк прибыл на правый фланг 16-й армии, для артиллерийской поддержки контрнаступления армии в направлении на западную окраину Волоколамска, однако к началу наступления опоздал. В двадцатых числах ноября 1941 года ведёт бои, обороняя Истру. В течение четырёх суток полк сдерживал попытки противника овладеть городом Истра, ведя сосредоточенный огонь с закрытых огневых позиций и огонь прямой наводкой. 27 ноября 1941 года обойдя Истру с севера, противника готовился к атаке по окружению Истры. Полк открыл сосредоточенный огонь по противнику в районе Никулино, атака противника была сорвано, было подбито и уничтожено 17 танков, 23 автомашины с пехотой.
Из передовицы армейской газеты:

«Когда наши части под натиском превосходящими сил противника отступали от города Истра, командир 2-го гвардейского артиллерийского полка майор Иван Азаренко до последней минуты продолжал лично руководить огнём на поле боя. Истра была уже в окружении, но майор оставался с частью своих бойцов на её западной окраине, не давал немцам выйти на наши фланги. И только тогда, когда все наши войска отошли, выполняя приказ, гвардейцы-артиллеристыво главе со своим командиром с боем вырвались из города. Полк действовал смело и решительно, в боях у Истра уничтожил более двух батальоны немецкой пехоты и 42 танка, заставил противника отступить».
С 8 декабря 1941 года принимает участие в контрнаступлении под Москвой, поддерживая в наступлении войска 9-й гвардейской стрелковой дивизии. При этом полк испытывал недостаток в снарядах, для артиллерийской подготовки располагал лишь 3-4 снарядами на орудие. Ввиду тяжёлых природных условий и недостаточности средств тяги, отставал в наступлении от пехотных частей, через реку Истру начал переправляться лишь 18 декабря, закончил переправу 20 декабря 1941 года, а в дальнейшие бои вступил лишь 23 декабря 1941 года.
8 января 1942 года преобразован, вторым из артиллерийских частей Красной Армии, во 2-й гвардейский пушечный артиллерийский полк.
Преемником в том числе этого полка в современности являются 111-я гвардейская артиллерийская бригада Вооружённых сил Республики Беларусь и 43-я гвардейская ракетная Смоленская орденов Суворова и Кутузова дивизия Вооружённых сил России.

## Подчинение
| Дата            | Фронт (округ)    | Армия      | Корпус                 | Дивизия | Бригада |
| --------------- | ---------------- | ---------- | ---------------------- | ------- | ------- |
| 22.06.1941 года | Резерв Ставки ГК | 19-я армия | 34-й стрелковый корпус | -       | -       |
| 01.07.1941 года | Резерв Ставки ГК | 19-я армия | 34-й стрелковый корпус | -       | -       |
| 10.07.1941 года | Западный фронт   |            | -                      | -       | -       |
| 01.08.1941 года | Западный фронт   | 16-я армия | -                      | -       | -       |
| 01.09.1941 года | Западный фронт   | 16-я армия | -                      | -       | -       |
| 01.10.1941 года | Западный фронт   | 16-я армия | -                      | -       | -       |
| 01.11.1941 года | Западный фронт   | 16-я армия | -                      | -       | -       |
| 01.12.1941 года | Западный фронт   | 16-я армия | -                      | -       | -       |
| 01.01.1942 года | Западный фронт   | 16-я армия | -                      | -       | -       |

## Командиры
- майор Азаренков Иван Парфенович (в 1941 - 1942 гг.). Гвардии полковник Азаренков И.П. погиб 03.03.1943 г. под г. Сухиничи Калужской области[5]

## Память
- Мемориал погибшим воинам и частям, освобождавшим город Истру[6].